# Benjamin Geledan
Pas d'image ? Cliquez ici

a Compétitions nationales et continentales officielles uniquement.

b Matchs officiels uniquement.
Dernière mise à jour le 28 mai 2023.
Benjamin Geledan, né le 8 avril 1990, est un joueur français de rugby à XV évoluant au poste de talonneur à Oyonnax depuis 2016.

## Biographie
Benjamin Geledan commence à jouer au rugby avec le CA Lannemezan, avant de rejoindre le centre de formation du Biarritz olympique.
En 2010, il rejoint le Stade rochelais, avec qui il commence sa carrière professionnelle en Pro D2.
En 2016, il s'engage avec le club d'Oyonnax. Durant la saison 2022-2023, Benjamin Geledan se partage le temps de jeu à son poste avec Teddy Durand. Il joue 22 matchs dont 13 en tant que titulaire, pour 9 essais marqués. Cette saison, Oyonnax termine à la première place de la phase régulière de Pro D2 et se qualifie jusqu'en finale où il affronte Grenoble. Pour ce match, il entre en jeu à la 42e minute à la place de Durand. Oyonnax s'impose 14 à 3, devient champion de Pro D2 et remonte en Top 14.

## Palmarès
- Oyonnax rugby
  - Vainqueur du Championnat de France de Pro D2 en 2023